# Менська міська рада
Ме́нська міська́ ра́да — адміністративно-територіальна одиниця та орган місцевого самоврядування в Менському районі Чернігівської області. Адміністративний центр — місто Мена.

## Загальні відомості
Менська міська рада утворена в 1917 році.
- Територія ради: 15,33 км²
- Населення ради: 11 525 осіб (станом на 1 січня 2012 року)
- Територією ради протікає річка Мена

## Населені пункти
Міській раді підпорядковані населені пункти:
- м. Мена

## Склад ради
Рада складається з 30 депутатів та голови.
- Голова ради: Фесюн Федір Іванович
- Секретар ради: Новик Валентина Федосіївна

### Керівний склад попередніх скликань
| Прізвище, ім'я, по батькові | Основні відомості                                          | Дата обрання | Дата звільнення |
| --------------------------- | ---------------------------------------------------------- | ------------ | --------------- |
| Кадушко Михайло Дмитрович   | Міський голова, 1960 року народження, член Народної партії | 26.03.2006   | 31.10.2010      |
| Фесюн Федір Іванович        | Міський голова, 1953 року народження, освіта вища          | 31.10.2010   |                 |

Примітка: таблиця складена за даними сайту Верховної Ради України

### Депутати
За результатами місцевих виборів 2010 року депутатами ради стали:

#### За суб'єктами висування
| Суб'єкт висування                                       | Кількість обраних депутатів | %   |
| ------------------------------------------------------- | --------------------------- | --- |
| Політична партія Всеукраїнське об'єднання «Батьківщина» | 9                           | 30  |
| Партія регіонів                                         | 6                           | 20  |
| Політична партія «Сильна Україна»                       | 6                           | 20  |
| Соціалістична партія України                            | 6                           | 20  |
| Народна партія                                          | 2                           | 6,7 |
| Політична партія «Сила і честь»                         | 1                           | 3,3 |

#### За округами
| № округу                                                | Прізвище, ім'я, по батькові       | Дата визнання обраним | Освіта  | Партійна приналежність                        | Відомості про обраного депутата                                                         |
| ------------------------------------------------------- | --------------------------------- | --------------------- | ------- | --------------------------------------------- | --------------------------------------------------------------------------------------- |
| Народна Партія                                          |                                   |                       |         |                                               |                                                                                         |
| 3                                                       | Новик Валентина Федосіївна        | 04.11.2010            | вища    | член Народної партії                          | Менська міська рада, в.о. голови, секретар                                              |
| 13                                                      | Махіна Михайло Григорович         | 04.11.2010            | вища    | член Народної партії                          | пенсіонер                                                                               |
| Партія регіонів                                         |                                   |                       |         |                                               |                                                                                         |
| б/м                                                     | Мінець Олександр Васильович       | 04.11.2010            | вища    | член Партії регіонів                          | приватний підприємець                                                                   |
| б/м                                                     | Перегуда Наталія Миколаївна       | 04.11.2010            | середня | член Партії регіонів                          | тимчасово не працює                                                                     |
| б/м                                                     | Сапко Олег Федорович              | 04.11.2010            | вища    | член Партії регіонів                          | ДП ДАК «Хліб України» Менське ХПП, інженер з охорони праці                              |
| б/м                                                     | Панфілова Тетяна Сергіївна        | 04.11.2010            | вища    | член Партії регіонів                          | станція юних техніків, керівник гуртка                                                  |
| 7                                                       | Салій Володимир Аркадійович       | 04.11.2010            | вища    | член Партії регіонів                          | Менська ЦРЛ, заступник головного лікаря                                                 |
| 10                                                      | Тібеж Святослав Дмитрович         | 04.11.2010            | вища    | позапартійний                                 | Менське МВРЕР ДАІ, начальник                                                            |
| Політична партія Всеукраїнське об'єднання «Батьківщина» |                                   |                       |         |                                               |                                                                                         |
| б/м                                                     | Погребна Людмила Іванівна         | 04.11.2010            | вища    | член Всеукраїнського об'єднання «Батьківщина» | Менська загальноосвітня школа І-ІІІ ст., заступник директора                            |
| б/м                                                     | Колоток Олег Федорович            | 04.11.2010            | вища    | член Всеукраїнського об'єднання «Батьківщина» | СК «Авангард», головний зоотехнік                                                       |
| б/м                                                     | Петрушенко Микола Васильович      | 04.11.2010            | вища    | член Всеукраїнського об'єднання «Батьківщина» | управління сільського господарства Менської РДА, начальник відділу економічного аналізу |
| б/м                                                     | Зезуль Анатолій Кирилович         | 04.11.2010            | вища    | член Всеукраїнського об'єднання «Батьківщина» | тимчасово не працює                                                                     |
| б/м                                                     | Покотило Світлана Іванівна        | 04.11.2010            | вища    | член Всеукраїнського об'єднання «Батьківщина» | управління Державного казначейства в Менському районі, головний спеціаліст              |
| 2                                                       | Савенко Олександр Феодосійович    | 04.11.2010            | вища    | член Всеукраїнського об'єднання «Батьківщина» | приватний підприємець                                                                   |
| 9                                                       | Терентієв Микола Павлович         | 04.11.2010            | вища    | позапартійний                                 | Менська філія «Ощадбанку», в.о. керуючого                                               |
| 11                                                      | Томіленко Володимир Миколайович   | 04.11.2010            | вища    | член Всеукраїнського об'єднання «Батьківщина» | приватний підприємець                                                                   |
| 15                                                      | Трало Наталія Іванівна            | 04.11.2010            | вища    | позапартійна                                  | пенсіонер                                                                               |
| Політична партія «Сила і Честь»                         |                                   |                       |         |                                               |                                                                                         |
| 1                                                       | Лось Василь Володимирович         | 04.11.2010            | вища    | член Політичної партії «Сила і Честь»         | ТОВ «Юджер», директор                                                                   |
| Політична партія «Сильна Україна»                       |                                   |                       |         |                                               |                                                                                         |
| б/м                                                     | Дубина Іван Павлович              | 04.11.2010            | вища    | член Політичної партії «Сильна Україна»       | Менська міська рада, заступник голови                                                   |
| б/м                                                     | Білогуб Ігор Олексійович          | 04.11.2010            | вища    | член Політичної партії «Сильна Україна»       | Менська міська рада, спеціаліст земельних питань                                        |
| 4                                                       | Лук'яненко Наталія Вікторівна     | 04.11.2010            | вища    | позапартійна                                  | управління соціального захисту населення, провідний спеціаліст відділу                  |
| 5                                                       | Зезуль Микола Іванович            | 04.11.2010            | вища    | член Політичної партії «Сильна Україна»       | ТОВ «Мена-хліб», менеджер                                                               |
| 6                                                       | Молько Людмила Вікторівна         | 04.11.2010            | вища    | позапартійна                                  | приватний підприємець                                                                   |
| 14                                                      | Боброва Олена Анатоліївна         | 04.11.2010            | вища    | член Політичної партії «Сильна Україна»       | СК «Авангард», технік штучного осіменіння                                               |
| Соціалістична партія України                            |                                   |                       |         |                                               |                                                                                         |
| б/м                                                     | Міщенко Олександра Семенівна      | 04.11.2010            | вища    | член Соціалістичної партії України            | пенсіонер                                                                               |
| б/м                                                     | Білець Микола Анатолійович        | 04.11.2010            | вища    | член Соціалістичної партії України            | управління АПР Менської РДА, головний спеціаліст по тваринництву                        |
| б/м                                                     | Верік Олександр Анатолійович      | 04.11.2010            | вища    | член Соціалістичної партії України            | пенсіонер                                                                               |
| б/м                                                     | Титаренко Леонід Дмитрович        | 04.11.2010            | середня | член Соціалістичної партії України            | Філія Сосницького ДО ДДП «Чернігівського автодору», начальник                           |
| 8                                                       | Стальниченко Юрій Валерійович     | 04.11.2010            | вища    | член Соціалістичної партії України            | Менський РЦЗ, головний спеціаліст                                                       |
| 12                                                      | Сидоренко Олександр Олександрович | 04.11.2010            | вища    | член Соціалістичної партії України            | тимчасово не працює                                                                     |